# Luis Nery Caballero
Pour les articles homonymes, voir Caballero.
Luis Nery Caballero Chamorro, ou simplement Luis Caballero, né le 22 avril 1990 à Asuncion au Paraguay, est un footballeur international paraguayen au poste d'attaquant. Son père, également international, s'appelle aussi Luis Caballero.
Il compte 11 sélections pour 2 buts en équipe nationale depuis 2011. Il joue actuellement pour le club mexicain de l'Atlas.

## Biographie

### Équipe nationale
Luis Caballero est convoqué pour la première fois par le sélectionneur national Gerardo Martino pour un match des éliminatoires de la Coupe du monde 2014 face à l'Uruguay le 11 octobre 2011. Il entre à la 68e minute à la place d'Óscar Cardozo (1-1). Le 14 novembre 2012 contre le Guatemala, il marque son premier but en sélection (victoire 3-1).
Il compte 11 sélections et 2 buts avec l'équipe du Paraguay depuis 2011.

## Palmarès

### En club
- Avec le Club Olimpia :
  - Champion du Paraguay en 2011

## Statistiques

### Statistiques en club
Le tableau ci-dessous résume les statistiques en match officiel de Luis Caballero durant sa carrière de joueur professionnel.
| Saison                | Club                  | Championnat           | Championnat | Championnat | Coupe(s) nationale(s) | Coupe(s) nationale(s) | Compétition(s) continentale(s) | Compétition(s) continentale(s) | Compétition(s) continentale(s) | Paraguay | Paraguay | Total | Total |
| Saison                | Club                  | Division              | M.          | B.          | M.                    | B.                    | Comp.                          | M.                             | B.                             | M.       | B.       | M.    | B.    |
| 2009                  | Olimpia               | Primera División      | 14          | 5           | -                     | -                     | -                              | -                              | -                              | -        | -        | 14    | 5     |
| 2010                  | Olimpia               | Primera División      | 27          | 5           | -                     | -                     | CS                             | 2                              | 0                              | -        | -        | 29    | 5     |
| 2011                  | Olimpia               | Primera División      | 23          | 5           | -                     | -                     | CS                             | 6                              | 0                              | 3        | 0        | 32    | 5     |
| 2012                  | Olimpia               | Primera División      | 21          | 7           | -                     | -                     | CL                             | 5                              | 1                              | 2        | 0        | 28    | 8     |
| 2012 - 2013           | Krylia Sovetov        | Premier-Liga          | 27          | 8           | 1                     | 0                     | -                              | -                              | -                              | 6        | 2        | 34    | 10    |
| 2013 - 2014           | Krylia Sovetov        | Premier-Liga          | 28          | 6           | 1                     | 0                     | -                              | -                              | -                              | -        | -        | 29    | 6     |
| 2014 - 2015           | Atlas                 | Primera División      | -           | -           | -                     | -                     | -                              | -                              | -                              | -        | -        | 0     | 0     |
| Total sur la carrière | Total sur la carrière | Total sur la carrière | 140         | 36          | -                     | -                     | -                              | 13                             | 1                              | 11       | 2        | 164   | 39    |

### Buts en sélection
Le tableau suivant liste les résultats de tous les buts inscrits par Luis Caballero avec l'équipe du Paraguay.